# Kanton Valence
Kanton Valence is een kanton van het Franse departement Tarn-et-Garonne. Kanton Valence maakt deel uit van het arrondissement Castelsarrasin en telde 13.389 inwoners in 2020.

## Gemeenten
Het kanton Valence omvatte tot 2014 de volgende 11 gemeenten:
- Castelsagrat
- Espalais
- Gasques
- Golfech
- Goudourville
- Lamagistère
- Montjoi
- Perville
- Pommevic
- Saint-Clair
- Valence (hoofdplaats)

Bij de herindeling van de kantons door het decreet van 27 februari 2014, met uitwerking op 22 maart 2015, werden daar de volgende 6 gemeenten aan toegevoegd:
- Boudou
- Bourg-de-Visa
- Brassac
- Saint-Nazaire-de-Valentane
- Saint-Paul-d'Espis
- Saint-Vincent-Lespinasse